# Керач
Керач (рум. Căraci) — село у повіті Хунедоара в Румунії. Входить до складу комуни Бая-де-Кріш.
Село розташоване на відстані 327 км на північний захід від Бухареста, 34 км на північний захід від Деви, 98 км на південний захід від Клуж-Напоки, 120 км на схід від Тімішоари.

## Населення
За даними перепису населення 2002 року у селі проживали 60 осіб, усі — румуни. Усі жителі села рідною мовою назвали румунську.